# Wybory parlamentarne w Islandii w 1956 roku
Wybory parlamentarne w Islandii odbyły się 24 czerwca 1956. Mimo że wygrała Partia Niepodległości, po wyborach utworzono koalicyjny rząd trzech pozostałych partii. Jego premierem został Hermann Jónasson z Partii Postępu.
Do Alþingi nie dostała się tym razem antyamerykańska Partia na rzecz Zachowania Narodu. W wyborach tych po raz pierwszy wziął udział Związek Ludowy – koalicja utworzona wokół Partii Socjalistycznej.

## Wyniki wyborów
| Partia                                                          | Liczba głosów | %    | +/–% | Liczba mandatów | +/– |
| --------------------------------------------------------------- | ------------- | ---- | ---- | --------------- | --- |
| Partia Niepodległości (Sjálfstæðisflokkurinn)                   | 35 027        | 42,4 | +5,3 | 19              | -2  |
| Partia Postępu (Framsóknarflokkurinn)                           | 12 925        | 15,6 | -6,3 | 17              | +1  |
| Związek Ludowy (Alþýðubandalagið)*                              | 15 859        | 19,2 | +3,2 | 8               | +1  |
| Partia Socjaldemokratyczna (Alþýðuflokkurinn)                   | 15 153        | 18,3 | +2,7 | 8               | +2  |
| Partia na rzecz Zachowania Narodu (Þjóðvarnarflokkurinn)        | 3 706         | 4,5  | -1,5 | 0               | -2  |
| inne                                                            | 8             | 0,0  | —    | —               | —   |
| Razem (frekwencja – 92,1%)                                      | 84 355        | 100  |      | 52              |     |
| źródło: June 24, 1956 General Election Results – Iceland Totals |               |      |      |                 |     |

- Wynik Związku Ludowego porównany z wynikiem Partii Socjalistycznej w poprzednich wyborach.